# Судеджан
Судеджа́н (перс. سودجان‎) — небольшой город на юго-западе Ирана, в провинции Чехармехаль и Бахтиария. Входит в состав шахрестана Шехре-Корд.
На 2006 год население составляло 5 415 человек.
Альтернативные названия: Судджан (Sud Jan), Садкан (Sadkan), Сидган (Sidgan).

## География
Город находится на севере Чехармехаля и Бахтиарии, в горной местности центрального Загроса, на высоте 2 321 метра над уровнем моря.
Судеджан расположен на расстоянии приблизительно 45 километров к северо-западу от Шехре-Корда, административного центра провинции и на расстоянии 355 километров к югу от Тегерана, столицы страны. Большинство трудоспособного населения занято в сельском хозяйстве, а также в сфере туризма.